# Los-Angeles-Kalifornien-Tempel

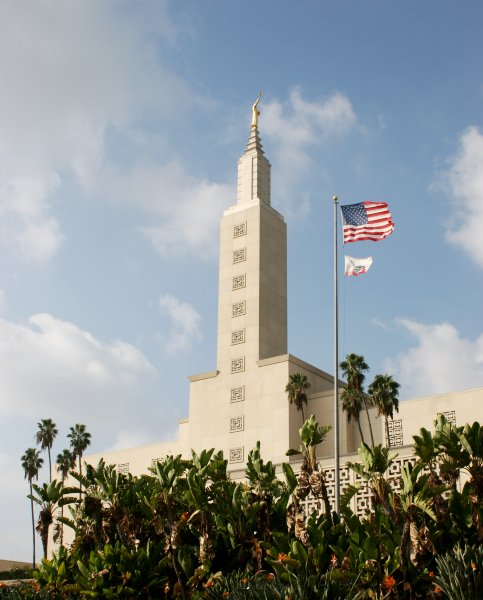
Der Los-Angeles-Kalifornien-Tempel

Der Los-Angeles-Kalifornien-Tempel (ursprünglich der Los-Angeles-Tempel) ist der zehnte noch aktive und der zweitgrößte Tempel der Kirche Jesu Christi der Heiligen der Letzten Tage (Mormonen). Er steht am Santa Monica Boulevard im Bezirk Westwood von Los Angeles. Als er 1956 geweiht wurde, war er der größte Tempel der Kirche und wurde erst vom Salt-Lake-Tempel mit seinen Erweiterungen und Anbauten übertroffen. Abgesehen vom Bern-Tempel war er der erste, der in einem nicht überwiegend von Mormonen bewohnten Gebiet errichtet wurde. Auf dem Gelände befinden sich außerdem ein Besucherzentrum zur Kirchenlehre und das „regionale Zentrum für Familiengeschichte in Los Angeles“, beides für die Öffentlichkeit zugänglich, sowie das Missionszentrum für Los Angeles.

## Geschichte

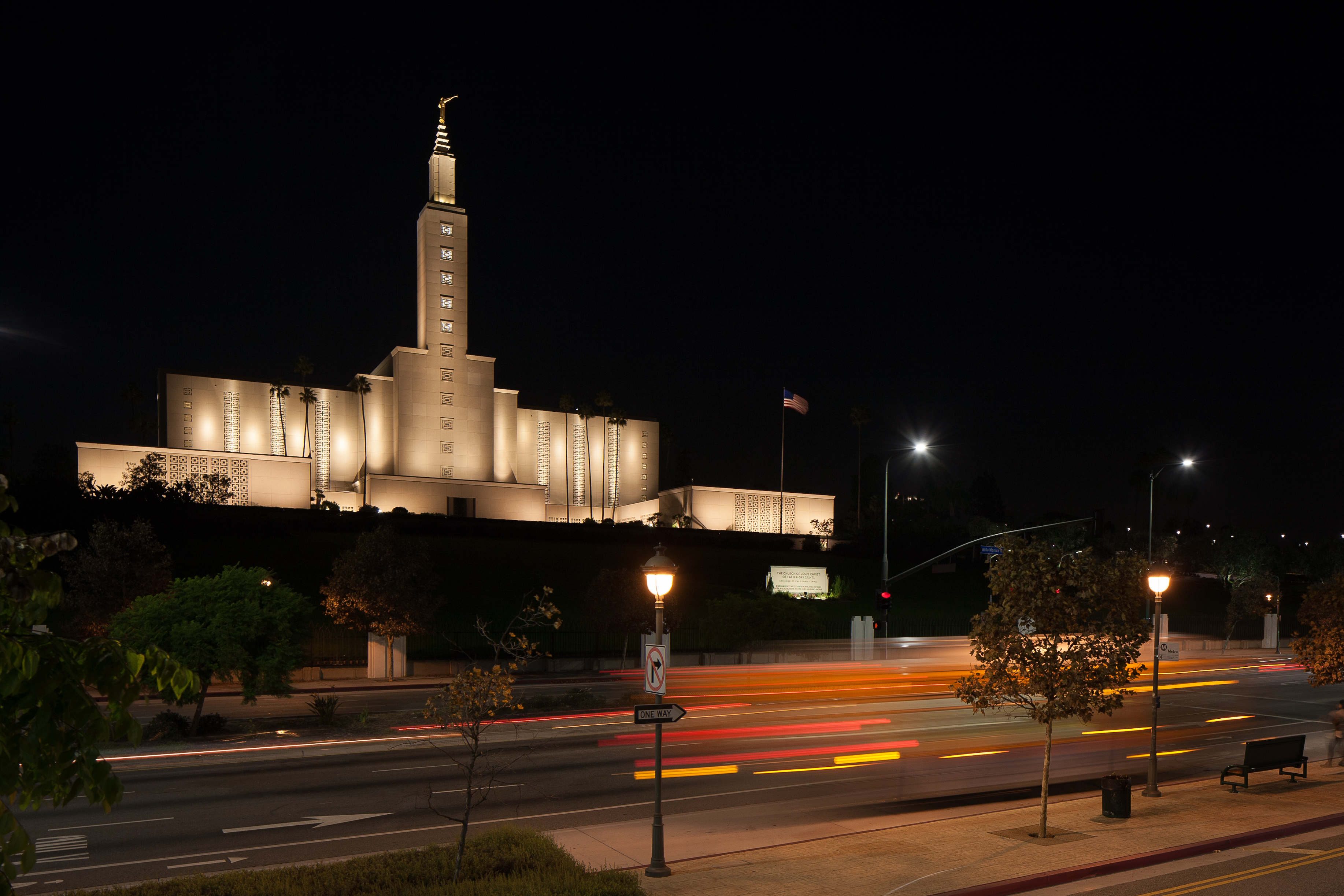
Der Los-Angeles-Kalifornien-Tempel bei Nacht

Der Los-Angeles-Tempel wurde vom Präsidenten Heber J. Grant angekündigt, als die Kirche am 23. März 1937 ein 98.000 m² großes Grundstück von der Harold-Lloyd-Filmgesellschaft kaufte. Finanzielle Probleme durch die Weltwirtschaftskrise und den Zweiten Weltkrieg verzögerten aber die Grundsteinlegung bis 1951.
Die Pläne für den Tempel wurden erweitert um einen Versammlungsraum für Priester, der nicht üblich war bei Tempeln, die nach dem Salt-Lake-Tempel gebaut wurden, und um Platz für 300 Gläubige pro Zusammenkunft zu schaffen.
Dies war der erste Tempel mit einer Statue des Engels Moroni auf der Turmspitze seit dem Salt-Lake-Tempel. Zunächst schaute die Statue wie der Tempel nach Südosten und wurde später auf Bitte des Präsidenten David O. McKay nach Osten ausgerichtet.
Der Tempel war als letzter darauf ausgelegt, dass die Endowment-Zeremonie durch Schauspieler statt durch einen Film vorgeführt wurde. Allerdings ersetzte die Filmvorführung bald die Schauspieler.
Der Los-Angeles-Kalifornien-Tempel war von November 2005 bis Juli 2006 für Renovierungsarbeiten geschlossen. Die Renovierung umfasste unter anderem eine seismische Überprüfung und den vollständigen Umbau des Baptisteriums, das wegen mangelnder Lüftung lange von Schimmel befallen war.

## Architektur

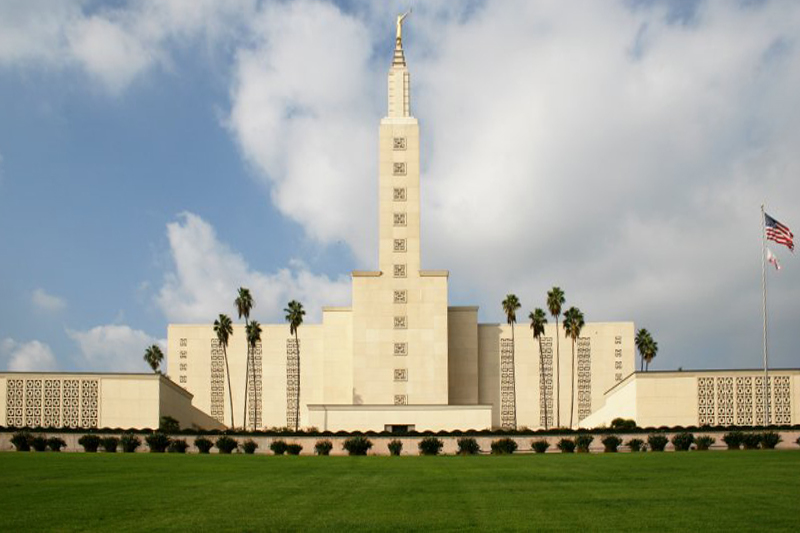
Der Los-Angeles-Kalifornien-Tempel 2006

Der Tempel wurde in einem modernen Stil errichtet, unter anderem mit einer 14.000 m² großen Verkleidung aus vorgefertigten Betonplatten, einer Mischung aus gemahlenem Quarz und weißem Portlandzement. Die sehr helle braune Färbung hat den Vorteil, dass sie die dünnen Staub- und Rußschichten kaschieren, die sich in Los Angeles gewöhnlich auf Gebäuden ablagern. Der Tempel ist 112 Meter lang, 82 Meter breit und 78 Meter hoch. Auf der Spitze ist eine 5 Meter hohe Statue des Engel Moroni angebracht.
Durch seine Größe und exponierte Lage auf einer Anhöhe ist der Tempel ein weithin auffälliges Gebäude im westlichen Los Angeles, auch wenn er durch die Errichtung von Hochhäusern in der weiteren Umgebung das Stadtbild nicht mehr so stark dominiert wie zu Beginn. Damit der Tempel gut mit dem Auto erreichbar ist, wurde er bewusst an einer Durchgangsstraße und mit besonders großen Parkplätzen angelegt.
Er umfasst ein Baptisterium, einen celestialen Raum, vier Ordinanzräume, zehn Siegelungsräume, und einen Versammlungsraum, der sich über die gesamte Länge des Tempels erstreckt. Der celestiale Raum und die Ordinanzräume sind mit Wandgemälden geschmückt.

## Meilensteine
| Ankündigung:        | 6. März 1937                                            |
| Erster Spatenstich: | 22. September 1951                                      |
| Weihung:            | 11.–14. März 1956 durch Kirchenpräsident David O. McKay |